# Queen Charlotte Sound (Canada)
Queen Charlotte Sound is een zeestraat in Canada. Het ligt tussen de eilanden Vancouvereiland en Haida Gwaii. Queen Charlotte Sound grenst aan de Hectare Strait en de Queen Charlotte Strait.
Volgens de BC Geographical Names wordt de noordelijke grens van Queen Charlotte Sound gedefinieerd als een lijn die loopt van het zuidelijkste punt van Price Island in het oosten naar Cape St James op Kunghit Island, het zuidelijkste punt van Haida Gwaii, in het westen.
De sound is onderdeel van de Inside Passage.